# Julius Janonis
Julius Janonis (n. 4 aprilie 1896 - d. 3 mai 1917) a fost un poet și militant politic marxist lituanian.
Este considerat întemeietorul literaturii proletcultiste în țara sa.
În scrierile sale a anticipat Revoluția Socialistă din Octombrie.
A înființat ziarul Atžalos și a lucrat la publicația Tiesa. Juliu Janonis s-a îmbolnăvit de tuberculoză și s-a sinucis.

## Scrieri
- 1914: Fierarul ("Kalvis")
- 1915: Șomerul ("Bedarbis")
- 1916: Dimineață nouă ("Naujas rytas")
- 1917: Cântecul zilierului ("Kumečio daina").